# Sonderend-folyó
A Sonderend-folyó egyik ága Theewaterskloof község nyugati részén ered az 1435 méter magas Landroskop-csúcstól keletre. Másik ága a Triplet-csúcs 1516 méter magas kiemelkedésétől keletre ered, Stellenbosch területén. Nevének jelentése a véget nem érő folyó. A Breede-folyó egyik legjelentősebb mellékfolyója. A helyiek úgy tartják, hogy Riviersonderend falu a folyóról kapta nevét.
1673-ban Willem ten Rhyne a folyóra a latin "sine fine flumen", azaz a vég nélküli folyó néven hivatkozott. 1707-ben a Holland Kelet-indiai Társaság mezőgazdásza, Jan Hatogh "Kanna-kan-kann", azaz szintén a vég nélküli folyó jelentésű kifejezéssel hivatkozott e vízfolyásra.
A folyó felduzzasztásával hozták létre a Theewaterskloof-gátat 1978-ban. A tározó vize adja a Dél-afrikai Köztársaság fővárosának, Fokvárosnak az egyik fő ivóvízforrását. A folyó vize keresztülfolyik a Hottentots Természetvédelmi Területen. A folyó az R 321-es főútvonaltól északra éri el a Theewaterskloof-gát víztározóját, Villiersdorpnál. Genadendaaltól délre ível át az R406-os főút hídja a folyó felett. Innentől a folyó vonalát követi a főút majdnem Riviersonderendig. A folyóba torkollik Greytonnál a Gobos-folyó. Riviersonderendtől kezdve az N2-es autópálya követi a folyó partvonalát, majd végül eléri a Breede-folyót.

## Part menti települések
- Villiersdorp
- Voorstekraal
- Genadendaal
- Greyton
- Riviersonderend
- Stormsvlei

## Fordítás
Ez a szócikk részben vagy egészben  a   Sonderend River című angol Wikipédia-szócikk ezen változatának fordításán alapul.  Az eredeti cikk szerkesztőit annak laptörténete sorolja fel. Ez a jelzés csupán a megfogalmazás eredetét és a szerzői jogokat jelzi, nem szolgál a cikkben szereplő információk forrásmegjelöléseként.